# Zalduondo
Zalduondo és un municipi d'Àlaba, de la Quadrilla de Salvatierra. Es tracta de l'únic municipi d'aquesta zona d'Àlaba compost per un únic nucli de població, la vila homònima. A pesar de la seva escassa grandària compta amb una grandària superior al dels llogarets d'aquesta part d'Àlaba i la seva antiga puixança, traduïda en un interessant patrimoni li confereix cert interès. No hi ha indústria assentada en el municipi, ni activitat econòmica ressenyable al marge de l'agricultura. Els veïns treballen en localitats de l'entorn en la seva majoria. La piràmide d'edat mostra un sensible envelliment de la població.

## Topònim
El primer esment escrita d'aquesta localitat és la coneguda Reja de San Millán de 1025, un catàleg de pobles d'Àlaba, en la qual apareix esmentat sota el nom de Zalduhondo. Partint d'aquest primer esment escrita, el seu nom podria tenir el significat etimològic de al costat del set, ja que zaldu(a) és una paraula basca que significa set, selva, bosc; mentre que (h)ondo, significa al costat de. És possible que aquest nom estigui relacionat amb l'estratègica posició que ocupava la vila, als peus de l'antic camí que anava a través del Pas de San Adrián cap a Guipúscoa, és a dir al començament del camí que unia l'agrícola Llanada alabesa amb els boscoses i (llavors) selvátiques valls de Guipúscoa.
No cal descartar no obstant això, algun altre possible origen al topònim, ja que existeix altra localitat denominada Zalduendo, que aquesta fora del País Basc, en la Província de Burgos. El Zalduendo burgalès podria tractar-se d'una població repoblada per bascos en l'Edat Mitjana, però també podria tenir un origen etimològic no relacionat amb la llengua basca, que caldria estudiar també per al cas del Zalduendo alabès. Posteriorment el nom ha estat registrat de diferents maneres al llarg dels segles posteriors mostrant en línies generals la següent evolució, perdent la h aspirada que duia en el seu nom i canviant el diptong uo per ue: 
- Zalduhondo (1025)
- Çalduendo (1257)
- Zaldundo (1332)
- Zalduondo (1537)
- Zalduendo (1615)

A causa de l'existència d'altre municipi cridat Zalduendo a Burgos, la localitat alabesa va haver d'adoptar el nom oficial de Zalduendo de Àlava en la dècada de 1910 a instàncies d'una recomanació realitzada per la Reial Societat Geogràfica. A la fi de la dècada de 1970 l'Euskaltzaindia va fixar el nom oficial de Zalduondo, com nom de la localitat en euskera, basant-se principalment en els testimoniatges escrits antics. Aquesta denominació va ser adoptada oficiamente el 1984 per l'ajuntament i publicada en el BOE en 1989.

## Història
Encara que el primer esment escrita de Zalduondo es remunta a 1025; cap suposar que la població té major antiguitat, encara que no se sap que època es va poder haver fundat. Les restes més antigues que s'han trobat en el municipi no es troben en l'actual poble sinó en el despoblat d'Aistra, lloc on es troba una ermita i situat a una mica més d'1 km de distància del modern Zalduondo, 

### Aistra
Es creu que Aistra, situada a cavall dels actuals termes municipals de Zalduondo i Asparrena (Araia), hi havia un llogaret fundat durant els anys foscs que van seguir la caiguda de l'Imperi Romà i l'Alta Edat Mitjana. Recents excavacions arqueològiques han trobat restes d'un llogaret dels segles vi i vii, sent considerat pels arqueòlegs el poble medieval més antic del Nord peninsular . Al costat d'aquestes restes s'han trobat alguns que daten del Neolític, altres d'època romana, així com testimoniatges del pas de la Ruta Jacobea pel lloc segles després.
En el segle X es construeix en Aistra l'església de San Julián i Santa Basilisa, que és l'única edificació, convertida en Ermita de San Julián de Aistra, que s'ha conservat fins als nostres dies. En el segle xi Aistra, sota el nom d'Haiztara, apareix per primera vegada en un document escrit. Es tracta de la mateixa Reja de San Millán on apareix Zalduondo per primera vegada. Torna a esmentar-se en el segle xiii, aquesta vegada sota la denominació d'Ayxtara. No se sap quan es va despoblar Aistra, però ja en el segle xvi San Julián i Santa Basilisa és esmentada com ermita. En el segle xix Pascual Madoz en el seu Diccionari Geogràfic... comenta que Astrea o Aystara no conserva més que una ermita amb la seva pila bautismal.

### Zalduendo
Com hem dit anteriorment, el primer esment escrita de Zalduendo data de 1025, i encara que se li suposa una antiguitat major a la localitat; no s'han trobat restes tan antigues com els d'Aistra. En 1025 Zalduondo figura com a part de l'alfoz de Hegiraz. Durant l'Edat Mitjana Zalduondo va tenir la seva importància com punt de passada del Camí de Santiago. Per aquí passava una de les rutes secundàries del camí, provinent de França i Guipúscoa a través del pas de San Adrián. Zalduendo era la localitat encarregada de custodiar el vessant alabès d'aquest pas. Encara que al llarg de l'Edat Mitjana aquest camí va perdre la seva importància com a part de la Ruta Jacobea; va seguir sent la principal via d'unió entre la Llanada Alabesa i Guipúscoa i consegüentment entre França i Castella. La prosperitat i certa importància que va tenir Zalduondo al llarg de l'Edat Mitjana i Moderna es va basar en la seva ubicació al peu de l'estratègic pas de San Adrián.
A principis del segle xiv Zalduondo pertanyia a la Cofraria d'Arriaga, senyoria col·lectiva que exercien els nobles alabesos sobre la terra plana d'Àlaba. Quan en 1332 la Cofraria declara el seu Voluntari Lliurament al Realeng de la Corona de Castella, el rei Alfons XI de Castella decreta que Zalduondo passi a dependre de la veïna vila de Salvatierra.
No obstant això, alguna dècades després, en 1382, el rei Joan I de Castella concedeix al Canceller Pedro López de Ayala, la senyoria sobre Salvatierra i els seus llogarets, que li són lliurades sota la fórmula de comtat, Zalduondo torna a pertànyer a una senyoria. Zalduondo romandrà lligat durant uns anys al patrimoni dels Comtes de Salvatierra, la Família d'Ayala. Va ser alienat d'aquest patrimoni cap a 1412 o 1413 quan la neta del Canceller Ayala, Constança de Ayala es casa amb Pedro Vélez de Guevara, Comte d'Oñate i cap de la Casa de Guevara. Zalduondo, separat de la resta del Comtat de Salvatierra, és inclòs en el dot de Constança i passa a ésser des de llavors vila de senyoriu dels Comtes d'Oñate.
Durant segles els veïns de Zalduondo es van enfrontar als comtes en defensa dels seus drets adquirits. Els plets van ser especialment durs entre finals del segle xv i finals del segle xvi. Durant aquest segle els veïns van assolir deixar de pagar diversos tributs i drets senyorials; encara que alguns d'aquests van persistir fins a 1813, quan van ser definitivament abolits. Entre altres drets el comte tenia potestat de triar l'alcalde. Durant l'antic règim Zalduondo pertanyia a la Germandat d'Asparrena. Bona part del patrimoni arquitectònic i monumental de la vila prové del període entre el segle xv i XVII, que va ser el de major prosperitat d'aquesta. A partir del segle xvii es produïx cert declivi en la vila al construir-se el Camí ral que a través de Salinas de Léniz connecta la costa guipuscoana amb l'interior, el que acaba amb la primacia del Pas de San Adrián. Quan en el segle xix es construïx la carretera entre Alsasua i Idiazabal a través de l'alt d'Etxegarate, el Pas de San Adrián quedarà definitivament marginat, quedant Zalduondo relegat de les rutes principals i la seva economia vinculada únicament a l'agricultura, ramaderia i explotació forestal. Es pot dir que Zalduondo va passar a ser una localitat rural més de la Planada Alabesa. A principis del segle xix són importants les escaramusses que va protagonitzar l'escamot de Francisco Espoz y Mina en la seva lluita contra els francesos. Amb la reforma administrativa de 1842 la vila de Zalduondo es converteix en municipi, sent una rara avis entre els municipis alabesos de la zona, ja que és l'únic ajuntament de la Llanada Alabesa compost per un únic poble.